# Золотистый хорёк
Золотистый хорёк — первая российская порода хорьков, выведенная в ОАО «Племзавод „Пушкинский“». Представители отличаются довольно крупными размерами, структурой покрова остевого волоса, окрасом и качеством опушения. Среди хорьководов-любителей в декоративном секторе порода не получила распространения.

## История создания породы
Гибридных хорьков, полученных в результате скрещивания лесного чёрного хорька (Mustela putorius) c домашним хорьком (Mustela furo), завезли в зверосовхоз «Пушкинский» в 1980 году как лабораторных животных. Для изучения биологических особенностей и разработки технологии промышленного разведения хорьков лаборатория соболеводства НИИПЗК, размещенная в племзверозаводе «Пушкинский», была реорганизована в лабораторию соболеводства и хорьководства. Лабораторию возглавила опытный специалист Г. П. Казакова. В работе по улучшению стада хорьков и созданию селекционного достижения участвовали (авторы породы): от НИИПЗК Г. П. Казакова, Т. И. Казакова, Г. А. Кузнецов, Г. А. Федосеева, от племзверозавода «Пушкинский» — Н. В. Артемова, З. В. Градова, Н. И. Кудина, А. П. Нюхалов.
В начале разведения хорьки были мелкими, имели большое разнообразие в окраске опушения. Их окраска варьировала от светло-жёлтой, почти белой до кремовой и золотистой. Кроющие волосы у хорьков были от коричневых до иссиня-чёрных. Был определен желательный тип золотистого хорька — животные с оранжевой подпушью различной интенсивности и чёрным кроющим волосом. Одновременно с улучшением окраски и качества волосяного покрова была проведена работа по укрупнению.
На все исследования в процессе создания породы было затрачено около двадцати лет. Авторское свидетельство было получено в 2004 году.

## Общий вид
Хорек породы золотистый крупный: самки с длиной тела не менее 39 см, самцы — не менее 46 см. Тип конституции — крепкий.
Имеет мех густой, мягкий, шелковистый, блестящий и упругий. Хорьки имеют оранжевую подпушь различной интенсивности и чёрный кроющий волос. Нос чёрный, коричневый. Рекомендуется разведение «в себе».